# تشارلز لان بول
تشارلز لان بول (بالإنجليزية: Charles Lane Poole)‏ هو عالم نبات أسترالي، ولد في 16 أغسطس 1885 في ساسكس في المملكة المتحدة، وتوفي في 22 نوفمبر 1970 في سيدني في أستراليا.